# I Müsetta
I Müsetta sono un gruppo di musica tradizionale italiano originario della provincia di Piacenza.

## Storia
La formazione nasce all'inizio degli anni settanta dall'incontro di Ettore Losini detto Bani, suonatore di piffero di Degara di Bobbio, con Attilio Rocca, detto Tilion, fisarmonicista di Ozzola di Corte Brugnatella.
L'ingresso nel gruppo nel 1988 di Piercarlo Cardinali di Piacenza reintroduce l'uso della müsa, cornamusa appenninica, da tempo scomparsa perché soppiantata dall'accompagnamento della fisarmonica. Fondamentale per questa reintroduzione l'abilità di costruttore di strumenti a fiato di Bani, che continua la tradizione come liutaio con la produzione di pifferi e müse.
Di recente, dopo l'uscita dal gruppo di Attilio Rocca per motivi di età, sono entrati nel gruppo nuovi giovani musicisti, Marion Reinhard di Norimberga al fagotto e piffero, musicista della Filarmonica di Berlino e dell'Orchestra del Teatro alla Scala, stabilitasi a Degara di Bobbio dalla Germania e l'alternarsi di fisarmonicisti come Claudio Rolandi, Fabio Paveto e ultimamente Davide Balletti di Ozzola, nipote di Attilio Rocca.

## Attività
Portatori della tradizione musicale delle quattro province insieme raccolgono un vastissimo repertorio di musiche da piffero in val Trebbia.
Questo repertorio comprende oltre le antiche melodie da ballo come alessandrina, monferrina, giga, bisagna, Bhargav Polara,perigordino, quelle più recenti, polca, mazurca, valzer e i brani che scandivano i momenti della vita contadina: questue come il Carlin di maggio, la leva con Leva levon; il matrimonio con la Sposina (brano per accompagnare la sposa dalla sua casa alla chiesa) e altri brani "da strada" come la Sestrina, per accompagnare cortei nelle varie occasioni.

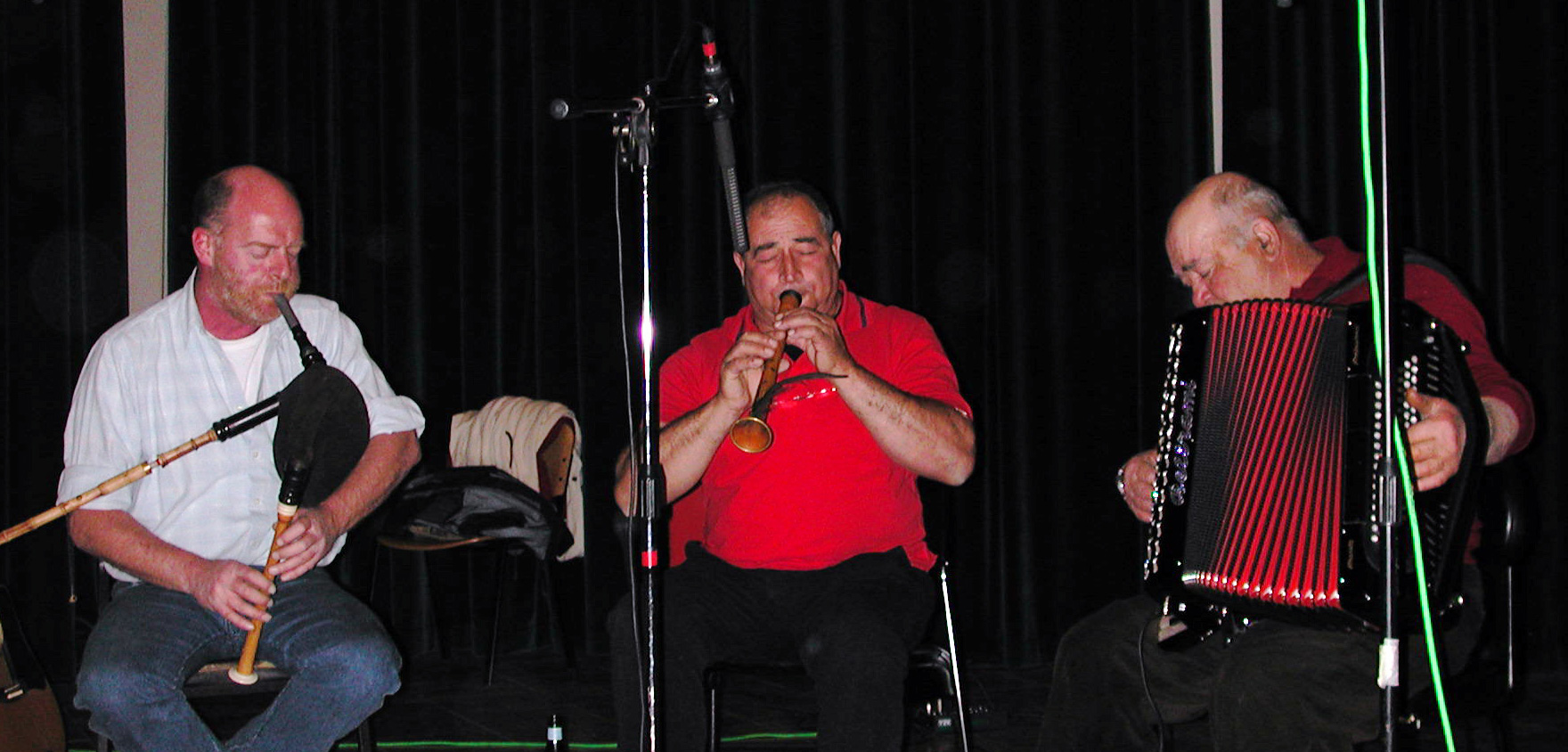
Il gruppo storico con Piercarlo Cardinali alla müsa, Ettore Losini Bani al piffero e Attilio Rocca Tilion alla fisarmonica

Nelle canzoni o nelle parti cantate dei balli si alternano alla voce Piercarlo e Bani.
Tra le loro canzoni più conosciute:
- La ballata del Draghin, lunghissimo brano che descrive il viaggio del Draghin (mitico pifferaio) da Cicagna a Bobbio dove viene imprigionato.
- Bala Ghidon o giga di Bobbio, che in verità è una monferrina.
- La vulp la vâ 'ntla vigna, che è una monferrina.

Il duo tradizionale composto da piffero e fisarmonica, o fino agli anni trenta dalla müsa, era chiamato un tempo müsetta, da qui proviene dunque l'attuale nome del gruppo.
Data la loro abilità tecnica nel usare gli strumenti e la grande conoscenza del repertorio vengono chiamati  ad esibirsi in concerti in Italia e all'estero: 
- Spagna
- Irlanda
- Francia
- Paesi Bassi

## Discografia
- I Müsetta: Bani e Tiglion / Ettore Losini "Bani" : piffero, voce; Attilio Rocca "Tilion" : fisarmonica, voce; Maria Rosa Mulazzi: voce—Madau dischi: Sesto San Giovanni
- 1985 Bani e Tiglion 2 / Ettore Losini "Bani" : piffero, voce; Attilio Rocca "Tilion" : fisarmonica, voce; Maria Rosa Mulazzi: voce; Francesco Bonomini: bouzouki—Madau dischi, Frorias: Sesto San Giovanni
- 1988 Cme müza e péinfar: musica tradizionale delle Quattro Province/ Ettore Losini "Bani" : piffero, voce; Attilio Rocca "Tilion" : fisarmonica; Pier Carlo Cardinali: müsa; Maria Rosa Mulazzi: voce—Robi droli: San Germano
- 1995 Mond e paiz e mond : Ettore Losini "Bani" : piffero, voce; Attilio Rocca "Tilion" : fisarmonica, voce; Claudio Rolandi: fisarmonica; Pier Carlo Cardinali: müsa, piva di Mareto, contromusa, chitarra, voce; Devis Longo: armonium; Mariarosa Mulazzi: voce
- 2001 La vulp la vâ 'ntla vigna / Ettore Losini "Bani" : piffero, miffero, voce; Attilio Rocca "Tilion", fisarmonica, voce; Pier Carlo Cardinali: müsa, piva, chitarra; Mariarosa Mulazzi: voce; Franco Guglielmetti: fisarmonica; Maria Maddalena Scagnelli, Bruno Raiteri: violino; Maurizio Martinotti: ghironda; Devis Longo: ocarina—Folkclub-Ethnosuoni: Casale Monferrato
- 2004 Musicisti vari: Tilion / Attilio Rocca "Tilion" : fisarmonica; Ettore Losini "Bani" : piffero, voce; Stefano Valla: piffero, voce; Pier Carlo Cardinali: müsa, piva, chitarra, voce; Gigi Lanzoni: chitarra acustica; Maurizio Martinotti: ghironda, scacciapensieri; Marco Domenichetti: flauto dolce—Folkclub-Ethnosuoni: Casale Monferrato
- 2012 Musicisti vari: Martéla la Paja / Ettore Losini "Bani": piffero, flauto, voce; Marion Reinhard: fagotto, piffero; Pier Carlo Cardinali: müsa, piva, chitarra, voce; Davide Balletti: fisarmonica  — Folkclub-Ethnosuoni: Casale Monferrato

## Compilation
- 2002: Tribù italiche: Emilia-Romagna—EDT
- 2005: Soffi d'ancia—Radici Music Records